# Snow-board la Jocurile Olimpice de iarnă din 2018 - Snow-board cross (masculin)
Proba de snow-board, snow-board cross masculin de la Jocurile Olimpice de iarnă din 2018 de la Pyeongchang, Coreea de Sud a avut loc pe 15 februarie 2018 la Pheonix Snow Park.

## Program
Orele sunt orele Coreei de Sud (ora României + 7 ore).
| Dată         | Ora         | Rundă                                |
| ------------ | ----------- | ------------------------------------ |
| 15 februarie | 11:00-12:35 | Stabilirea listei de start în finală |
| 15 februarie | 13:30-15:00 | Runde eliminatorii                   |

## Rezultate calificări

### Cursele pentru stabilirea capilor de serie
Cursele au început la orele 11:00.
| Loc | Număr de concurs | Nume                | Țara                         | Cursa 1           | Cursa 2           | Cel mai bun rezultat | Note |
| --- | ---------------- | ------------------- | ---------------------------- | ----------------- | ----------------- | -------------------- | ---- |
| 1   | 15               | Pierre Vaultier     | Franța                       | 1:13,14           | —                 | 1:13,14              |      |
| 2   | 7                | Omar Visintin       | Italia                       | 1:13,25           | —                 | 1:13,25              |      |
| 3   | 9                | Regino Hernández    | Spania                       | 1:13,67           | —                 | 1:13,67              |      |
| 4   | 22               | Nikolay Olyunin     | Sportivii Olimpici ai Rusiei | 1:13,78           | —                 | 1:13,78              |      |
| 5   | 29               | Merlin Surget       | Franța                       | 1:13,82           | —                 | 1:13,82              |      |
| 6   | 5                | Hagen Kearney       | Statele Unite ale Americii   | 1:13,94           | —                 | 1:13,94              |      |
| 7   | 1                | Martin Nörl         | Germania                     | 1:14,12           | —                 | 1:14,12              |      |
| 8   | 17               | Kevin Hill          | Canada                       | 1:14,24           | —                 | 1:14,24              |      |
| 9   | 31               | Kalle Koblet        | Elveția                      | 1:14,25           | —                 | 1:14,25              |      |
| 10  | 27               | Ken Vuagnoux        | Franța                       | 1:14,29           | —                 | 1:14,29              |      |
| 11  | 23               | Chris Robanske      | Canada                       | 1:14,35           | —                 | 1:14,35              |      |
| 11  | 25               | Cameron Bolton      | Australia                    | 1:14,35           | —                 | 1:14,35              |      |
| 13  | 26               | Lorenzo Sommariva   | Italia                       | 1:14,36           | —                 | 1:14,36              |      |
| 14  | 11               | Paul Berg           | Germania                     | 1:14,39           | —                 | 1:14,39              |      |
| 15  | 10               | Nick Baumgartner    | Statele Unite ale Americii   | 1:14,46           | —                 | 1:14,46              |      |
| 16  | 28               | Hanno Douschan      | Austria                      | 1:14,53           | —                 | 1:14,53              |      |
| 17  | 16               | Markus Schairer     | Austria                      | 1:14,56           | —                 | 1:14,56              |      |
| 18  | 4                | Emanuel Perathoner  | Italia                       | 1:14,62           | —                 | 1:14,62              |      |
| 19  | 21               | Jonathan Cheever    | Statele Unite ale Americii   | 1:14,72           | —                 | 1:14,72              |      |
| 20  | 13               | Alex Pullin         | Australia                    | 1:14,76           | —                 | 1:14,76              |      |
| 21  | 33               | Jérôme Lymann       | Elveția                      | 1:14,77           | —                 | 1:14,77              |      |
| 22  | 14               | Adam Lambert        | Australia                    | 1:14,94           | —                 | 1:14,94              |      |
| 23  | 30               | Anton Lindfors      | Finlanda                     | 1:15,01           | —                 | 1:15,01              |      |
| 24  | 2                | Alessandro Hämmerle | Austria                      | 1:15,03           | —                 | 1:15,03              |      |
| 25  | 12               | Jarryd Hughes       | Australia                    | 1:15,69           | 1:13,73           | 1:13,73              |      |
| 26  | 6                | Lucas Eguibar       | Spania                       | 1:18,42           | 1:14,45           | 1:14,45              |      |
| 27  | 3                | Mick Dierdorff      | Statele Unite ale Americii   | 1:15,47           | 1:14,52           | 1:14,52              |      |
| 28  | 19               | Michele Godino      | Italia                       | 1:20,88           | 1:14,96           | 1:14,96              |      |
| 29  | 39               | Steven Williams     | Argentina                    | 1:17,12           | 1:15,35           | 1:15,35              |      |
| 30  | 32               | Lluís Marin Tarroch | Andorra                      | 1:15,47           | 1:15,37           | 1:15,37              |      |
| 31  | 35               | Daniil Dilman       | Sportivii Olimpici ai Rusiei | 1:15,40           | 1:16,11           | 1:15,40              |      |
| 32  | 34               | Jan Kubičík         | Cehia                        | 1:15,73           | 1:16,25           | 1:15,73              |      |
| 33  | 20               | Konstantin Schad    | Germania                     | 1:15,73           | nu a luat startul | 1:15,73              |      |
| 34  | 38               | Éliot Grondin       | Canada                       | 1:28,89           | 1:15,93           | 1:15,93              |      |
| 35  | 36               | Loan Bozzolo        | Franța                       | 1:16,15           | 1:16,11           | 1:16,11              |      |
| 36  | 24               | Duncan Campbell     | Noua Zeelandă                | 1:16,68           | nu a terminat     | 1:16,68              |      |
| 37  | 37               | Laro Herrero        | Spania                       | 1:17,62           | 1:16,97           | 1:16,97              |      |
| 38  | 8                | Lukas Pachner       | Austria                      | 1:16,99           | 1:17,48           | 1:16,99              |      |
| 39  | 40               | Mateusz Ligocki     | Polonia                      | 1:19,48           | 1:19,22           | 1:19,22              |      |
| 40  | 18               | Baptiste Brochu     | Canada                       | nu a luat startul | nu a luat startul | nu a luat startul    |      |

## Runda eliminatorie
Primii trei clasați din fiecare serie s-au calificat în runda următoare. În semifinale, primii trei clasați din fiecare semifinală s-au calificat în Finala Mare. Cei clasați pe locurile de la 4 la 6 clasați din fiecare semifinală s-au calificat pentru finala mică.

### Optimi de finală
| Loc | Număr de concurs | Nume            | Țara      | Note              |
| --- | ---------------- | --------------- | --------- | ----------------- |
| 1   | 25               | Jarryd Hughes   | Australia | C                 |
| 2   | 1                | Pierre Vaultier | Franța    | C                 |
| 3   | 17               | Markus Schairer | Austria   | C                 |
| 4   | 16               | Hanno Douschan  | Austria   |                   |
|     | 40               | Baptiste Brochu | Canada    | nu a luat startul |

| Loc | Număr de concurs | Nume                | Țara     | Note |
| --- | ---------------- | ------------------- | -------- | ---- |
| 1   | 24               | Alessandro Hämmerle | Austria  | C    |
| 2   | 8                | Kevin Hill          | Canada   | C    |
| 3   | 9                | Kalle Koblet        | Elveția  | C    |
| 4   | 33               | Konstantin Schad    | Germania |      |
| 5   | 32               | Jan Kubičík         | Cehia    |      |

| Loc | Număr de concurs | Nume            | Țara          | Note |
| --- | ---------------- | --------------- | ------------- | ---- |
| 1   | 21               | Jérôme Lymann   | Elveția       | Q    |
| 2   | 12               | Cameron Bolton  | Australia     | Q    |
| 3   | 5                | Merlin Surget   | Franța        | Q    |
| 4   | 29               | Steven Williams | Argentina     |      |
| 5   | 36               | Duncan Campbell | Noua Zeelandă |      |

| Loc | Număr de concurs | Nume              | Țara                         | Note |
| --- | ---------------- | ----------------- | ---------------------------- | ---- |
| 1   | 4                | Nikolay Olyunin   | Sportivii Olimpici ai Rusiei | C    |
| 2   | 20               | Alex Pullin       | Australia                    | C    |
| 3   | 28               | Michele Godino    | Italia                       | C    |
| 4   | 13               | Lorenzo Sommariva | Italia                       |      |
| 5   | 37               | Laro Herrero      | Spania                       |      |

| Loc | Număr de concurs | Nume             | Țara                       | Note |
| --- | ---------------- | ---------------- | -------------------------- | ---- |
| 1   | 27               | Mick Dierdorff   | Statele Unite ale Americii | C    |
| 2   | 14               | Paul Berg        | Germania                   | C    |
| 3   | 3                | Regino Hernández | Spania                     | C    |
| 4   | 19               | Jonathan Cheever | Statele Unite ale Americii |      |
| 5   | 37               | Lukas Pachner    | Austria                    |      |

| Loc | Număr de concurs | Nume                | Țara                       | Note |
| --- | ---------------- | ------------------- | -------------------------- | ---- |
| 1   | 6                | Hagen Kearney       | Statele Unite ale Americii | C    |
| 2   | 11               | Chris Robanske      | Canada                     | C    |
| 3   | 35               | Loan Bozzolo        | Franța                     | C    |
| 4   | 22               | Adam Lambert        | Australia                  |      |
| 5   | 30               | Lluís Marin Tarroch | Andorra                    |      |

| Loc | Număr de concurs | Nume           | Țara                         | Note |
| --- | ---------------- | -------------- | ---------------------------- | ---- |
| 1   | 7                | Martin Nörl    | Germania                     | C    |
| 2   | 10               | Ken Vuagnoux   | Franța                       | C    |
| 3   | 23               | Anton Lindfors | Finlanda                     | C    |
| 4   | 31               | Daniil Dilman  | Sportivii Olimpici ai Rusiei |      |
| 5   | 34               | Éliot Grondin  | Canada                       |      |

| Loc | Număr de concurs | Nume               | Țara                       | Note          |
| --- | ---------------- | ------------------ | -------------------------- | ------------- |
| 1   | 18               | Emanuel Perathoner | Italia                     | C             |
| 2   | 15               | Nick Baumgartner   | Statele Unite ale Americii | C             |
| 3   | 39               | Mateusz Ligocki    | Polonia                    | C             |
| 4   | 2                | Omar Visintin      | Italia                     |               |
|     | 26               | Lucas Eguibar      | Spania                     | nu a terminat |

### Sferturi de finală
| Loc | Număr de concurs | Nume                | Țara      | Note          |
| --- | ---------------- | ------------------- | --------- | ------------- |
| 1   | 1                | Pierre Vaultier     | Franța    | C             |
| 2   | 25               | Jarryd Hughes       | Australia | C             |
| 3   | 24               | Alessandro Hämmerle | Austria   | C             |
| 4   | 8                | Kevin Hill          | Canada    |               |
|     | 17               | Markus Schairer     | Austria   | nu a terminat |
|     | 9                | Kalle Koblet        | Elveția   | nu a terminat |

| Loc | Număr de concurs | Nume            | Țara                         | Note          |
| --- | ---------------- | --------------- | ---------------------------- | ------------- |
| 1   | 4                | Nikolay Olyunin | Sportivii Olimpici ai Rusiei | C             |
| 2   | 20               | Alex Pullin     | Australia                    | C             |
| 3   | 12               | Cameron Bolton  | Australia                    | C             |
| 4   | 21               | Jérôme Lymann   | Elveția                      |               |
|     | 5                | Merlin Surget   | Franța                       | nu a terminat |
|     | 28               | Michele Godino  | Italia                       | nu a terminat |

| Loc | Număr de concurs | Nume             | Țara                       | Note          |
| --- | ---------------- | ---------------- | -------------------------- | ------------- |
| 1   | 3                | Regino Hernández | Spania                     | C             |
| 2   | 27               | Mick Dierdorff   | Statele Unite ale Americii | C             |
| 3   | 11               | Chris Robanske   | Canada                     | C             |
| 4   | 6                | Hagen Kearney    | Statele Unite ale Americii |               |
|     | 14               | Paul Berg        | Germania                   | nu a terminat |
|     | 35               | Loan Bozzolo     | Franța                     | nu a terminat |

| Loc | Număr de concurs | Nume               | Țara                       | Note          |
| --- | ---------------- | ------------------ | -------------------------- | ------------- |
| 1   | 7                | Martin Nörl        | Germania                   | C             |
| 2   | 15               | Nick Baumgartner   | Statele Unite ale Americii | C             |
| 3   | 23               | Anton Lindfors     | Finlanda                   | C             |
| 4   | 18               | Emanuel Perathoner | Italia                     |               |
|     | 10               | Ken Vuagnoux       | Franța                     | nu a terminat |
|     | 39               | Mateusz Ligocki    | Polonia                    | nu a terminat |

### Semifinale
| Loc | Număr de concurs | Nume                | Țara                         | Note          |
| --- | ---------------- | ------------------- | ---------------------------- | ------------- |
| 1   | 20               | Alex Pullin         | Australia                    | C             |
| 2   | 25               | Jarryd Hughes       | Australia                    | C             |
| 3   | 1                | Pierre Vaultier     | Franța                       | C             |
| 4   | 12               | Cameron Bolton      | Australia                    |               |
| 5   | 24               | Alessandro Hämmerle | Austria                      |               |
|     | 4                | Nikolay Olyunin     | Sportivii Olimpici ai Rusiei | nu a terminat |

| Loc | Număr de concurs | Nume             | Țara                       | Note          |
| --- | ---------------- | ---------------- | -------------------------- | ------------- |
| 1   | 3                | Regino Hernández | Spania                     | Q             |
| 2   | 15               | Nick Baumgartner | Statele Unite ale Americii | Q             |
| 3   | 27               | Mick Dierdorff   | Statele Unite ale Americii | Q             |
| 4   | 7                | Martin Nörl      | Germania                   |               |
| 5   | 23               | Anton Lindfors   | Finlanda                   |               |
|     | 11               | Chris Robanske   | Canada                     | nu a terminat |

### Finalele
Finala mică
| Loc | Număr de concurs | Nume                | Țara                         | Note              |
| --- | ---------------- | ------------------- | ---------------------------- | ----------------- |
| 7   | 24               | Alessandro Hämmerle | Austria                      |                   |
| 8   | 7                | Martin Nörl         | Germania                     |                   |
| 9   | 23               | Anton Lindfors      | Finlanda                     |                   |
| 10  | 12               | Cameron Bolton      | Australia                    |                   |
| 11  | 4                | Nikolay Olyunin     | Sportivii Olimpici ai Rusiei | nu a luat startul |
| 11  | 11               | Chris Robanske      | Canada                       | nu a luat startul |

Finala mare
| Loc | Număr de concurs | Nume             | Țara                       | Note          |
| --- | ---------------- | ---------------- | -------------------------- | ------------- |
| 1   | 1                | Pierre Vaultier  | Franța                     |               |
| 2   | 25               | Jarryd Hughes    | Australia                  |               |
| 3   | 3                | Regino Hernández | Spania                     |               |
| 4   | 15               | Nick Baumgartner | Statele Unite ale Americii |               |
| 5   | 27               | Mick Dierdorff   | Statele Unite ale Americii |               |
| 6   | 20               | Alex Pullin      | Australia                  | nu a terminat |